# Andromeda (singel)
Andromeda – singel Edyty Górniak i Dona, wydany 24 listopada 2017 nakładem wytwórni płytowej Universal Music Polska.
Kompozycja znalazła się na 26. miejscu listy AirPlay – Top, najczęściej odtwarzanych utworów w polskich rozgłośniach radiowych.

## Powstanie utworu i historia wydania
Tekst do utworu napisała Cleo, a za kompozycję oraz produkcję utworu odpowiadał Donatan. Za miksowanie i mastering wykonany w Studio Gorycki&Sznyterman odpowiedzialny był Jarosław „Jaro” Baran. Fotografię na okładkę singla wykonał Jacek Grąbczewski.
Singel ukazał się w formacie promo oraz digital download 24 listopada 2017 w Polsce za pośrednictwem wytwórni płytowej Universal Music Polska.
Radiowa premiera utworu na antenie radia RMF FM miała miejsce 24 listopada 2017 w programie Byle do piątku prowadzonym przez redaktora Daniela Dyka.
Pierwszy występ promujący singel Edyty Górniak na żywo miał miejsce 25 listopada 2017 podczas finału VIII edycji programu The Voice of Poland.

## Nagrody i wyróżnienia
21 sierpnia 2019 singel otrzymał status złotej płyty za sprzedaż ponad 10 000 egzemplarzy. Wyróżnienie w postaci fizycznej miało zostać odebrane osobiście przez Edytę Górniak na festiwalu Top of the Top w Sopocie, jednak wokalistka odmówiła przyjęcia nagrody z uwagi na wcześniejszy konflikt z Donatanem. W wywiadzie z dziennikarzem portalu Wirtualna Polska powiedziała, iż „nagroda dotyczy utworu, który niesie za sobą bardzo duży ciężar przykrych doświadczeń”, a „Donatan zniszczył wszystko, co jest nietykalne. Nie dosyć, że to zniszczył, to tego nie naprawił”.

## Teledysk
Do utworu powstał teledysk typu lyric video, które udostępniono za pośrednictwem serwisu internetowego YouTube. Wokalistka przypomina w nim Indiankę w pióropuszu i bez biustonosza.

## Lista utworów
Opracowano na podstawie materiału źródłowego.
1. „Andromeda” – 3:58

## Notowania
Kompozycja znalazła się na 26. miejscu zestawienia AirPlay – Top oraz 2. pozycji listy AirPlay – Nowości. Utwór pojawił się także na wielu radiowych listach przebojów, między innymi na szczycie zestawienia Top-15 Wietrznego Radia, a także 12. miejscu Szczecińskiej Listy Przebojów Radia Szczecin.

### Pozycje na listach airplay
| Kraj   | Lista (2017)      | Pozycja |
| ------ | ----------------- | ------- |
| Polska | AirPlay – Top     | 26      |
| Polska | AirPlay – Nowości | 2       |

### Pozycje na listach przebojów
| Kraj   | Lista (2017)                                 | Pozycja |
| ------ | -------------------------------------------- | ------- |
| Polska | Radio Szczecin (Szczecińska Lista Przebojów) | 12      |
| Polska | Wietrzne Radio (Top-15)                      | 1       |